# Günther Leiner
Günther Leiner (* 10. August 1939 in Axams) ist ein österreichischer Primararzt und Politiker (ÖVP). Leiner war von 1990 bis 2001 Abgeordneter zum Österreichischen Nationalrat.

## Ausbildung und Beruf
Leiner besuchte von 1945 bis 1953 die Volks- und Hauptschule und schloss 1961 das Aufbaugymnasium mit der Matura ab. Er studierte in der Folge von 1961 bis 1963 Pädagogik und Philosophie an der Universität Wien und ab 1964 Medizinstudium an der Universität Innsbruck. 1972 schloss Leiner sein Studium mit dem akademischen Grad Dr. med. univ. ab, bereits 1969 hatte er den Präsenzdienst abgeleistet.
Nach dem Ende seines Studiums absolvierte Leiner eine Facharztausbildung für Innere Medizin an der Universitätsklinik in Innsbruck und war zwischen 1979 und 1991 Chefarzt im Kurzentrum Bad Hofgastein. Ab 1991 leitete er das Institut für Rheumatologie, Rehabilitation und Ganzheitsmedizin als Primar.
Seit 1965 ist er Mitglied der katholischen Studentenverbindung AV Austria Innsbruck.

## Politik
Leiner war ab 1990 Bezirksparteiobmann-Stellvertreter der ÖVP Pongau und ab 1990 Landesobmann-Stellvertreter des ÖAAB Salzburg. Zudem hatte er den Präsidiumsvorsitz des Salzburger Hilfswerkes inne und war Vizepräsident des Österreichischen Hilfswerkes.
Leiner vertrat zwischen dem 5. November 1990 und dem 31. Oktober 2001 die ÖVP im Nationalrat. Leiner war während seiner Zeit als Abgeordneter langjähriger Gesundheitssprecher des ÖVP-Parlamentsklubs. Er ist Präsident des European Health Forum Gastein.